# Tschehel Sotun
Tschehel Sotun, auch Tschihil Sutun, persisch كاخ چهل‌ستون, DMG kāḫ-e čehel sotūn, ‚Vierzigsäulenpalast‘ (englische Umschriften: Chehel Sotun, Chehel Sotoun und Chihil Sutūn), ist ein Palast aus safawidischer Zeit in der Stadt Isfahan. Der Palast liegt im Palastbezirk Daulalatkhana inmitten einer großen Gartenanlage in der Nähe des Ali-Qapu-Palastes und wurde unter Abbas II. fertiggestellt.

## Aufbau
Der Vierzig-Säulen-Palast gehört zu den schönsten Beispielen safawidischer Architektur. Der Grundriss ist rechteckig, symmetrisch und klar, und misst 37 × 58 m. Durch den Säulenportikus (tālār) mit 18 schlanken Holzsäulen und einem kleinen Wasserbecken in der Mitte gelangt man in eine annähernd quadratische Thronhalle mit einem Wasserbecken, die von Nebenhallen flankiert wird, und durch einen Iwan weiter in einen quer liegenden Kuppelsaal. Die zwanzig Zypressenholzsäulen der Veranda spiegeln sich im Becken. Die Architektur des Tschehel Sotun kann mit der sassanidischer Paläste verglichen werden. Der zum Thronsaal führende Durchgang entspricht dem sassanidischen Iwan.
Gartenpaläste sind in der islamischen Welt zwischen Andalusien (Alhambra) und Indien (Fatehpur Sikri) weit verbreitet. Neben dem  Hascht-Behescht-Palast von 1669 ist Tschehel Sotun aber einer der wenigen, die noch von ihrer Gartenanlage umgeben sind. Der Garten weist Teiche und Kanäle auf.

## Innenausstattung
In der Innenausstattung finden sich kunstvolle Spiegelkachelungen, Stuckverzierungen und ein Spiegelsaal.
Zahlreiche Fresken in der Audienzhalle stellen das Leben am Hofe der Safawiden und historische Ereignisse dar, so die Schlacht von Taher Abad bei Merw 1510, den Empfang des Mogulherrschers Humayun 1544, ein Treffen zwischen Schah Abbas II. und Nader Mohammad Khan, dem Herrscher von Turkestan 1658 auf der Nordostwand, ein Bankett zu Ehren des Emirs von Buchara im Jahre 1611, und der Empfang des usbekischen Königs im Jahr 1646. Weitere Fresken zeigt den Sieg Nadir Schahs gegen die indische Armee in der Schlacht von Karnal 1739 und die Schlacht bei Tschaldiran gegen den Osmanen Selim I. 1514. Beide wurden unter den Qajaren hinzugefügt. Unter der Darstellung der Schlacht von Tschaldiran wurden bei der Restaurierung Spuren eines älteren Gemäldes gefunden. Unterhalb der Fresken befinden sich kleinere Darstellungen, die sich stilistisch den persischen Miniaturen annähern. Nachdem sie unter den Kadscharen mit Gips bedeckt worden waren, wurden sie später kunstvoll restauriert.
Der Forschungsreisende Jean Chardin besuchte Isphahan 1666 und beschrieb die Audienzhalle mit Wandgemälden, die drei königliche Empfänge und eine Schlachtszene zeigten. Daher wird meist angenommen, dass die Gemälde ungefähr zwanzig Jahre nach der Fertigstellung des Gebäudes im Jahr 1647 entstanden.

## Geschichte
Das Gebäude wurde ab 1958 als archäologisches und ethnologisches Museum genutzt. Nach einer zehnjährigen Schließung wurde es 1988 wiedereröffnet. In den Räumen des Palastes befinden sich zahlreiche Kunstobjekte, darunter Teppiche, Porzellan und Münzen.

## Galerie

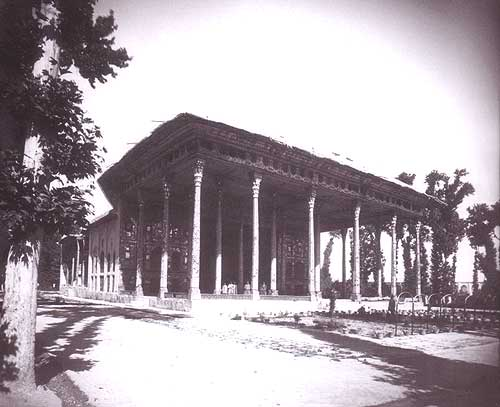
Historische Ansicht von Ernst Hoeltzer, 1873
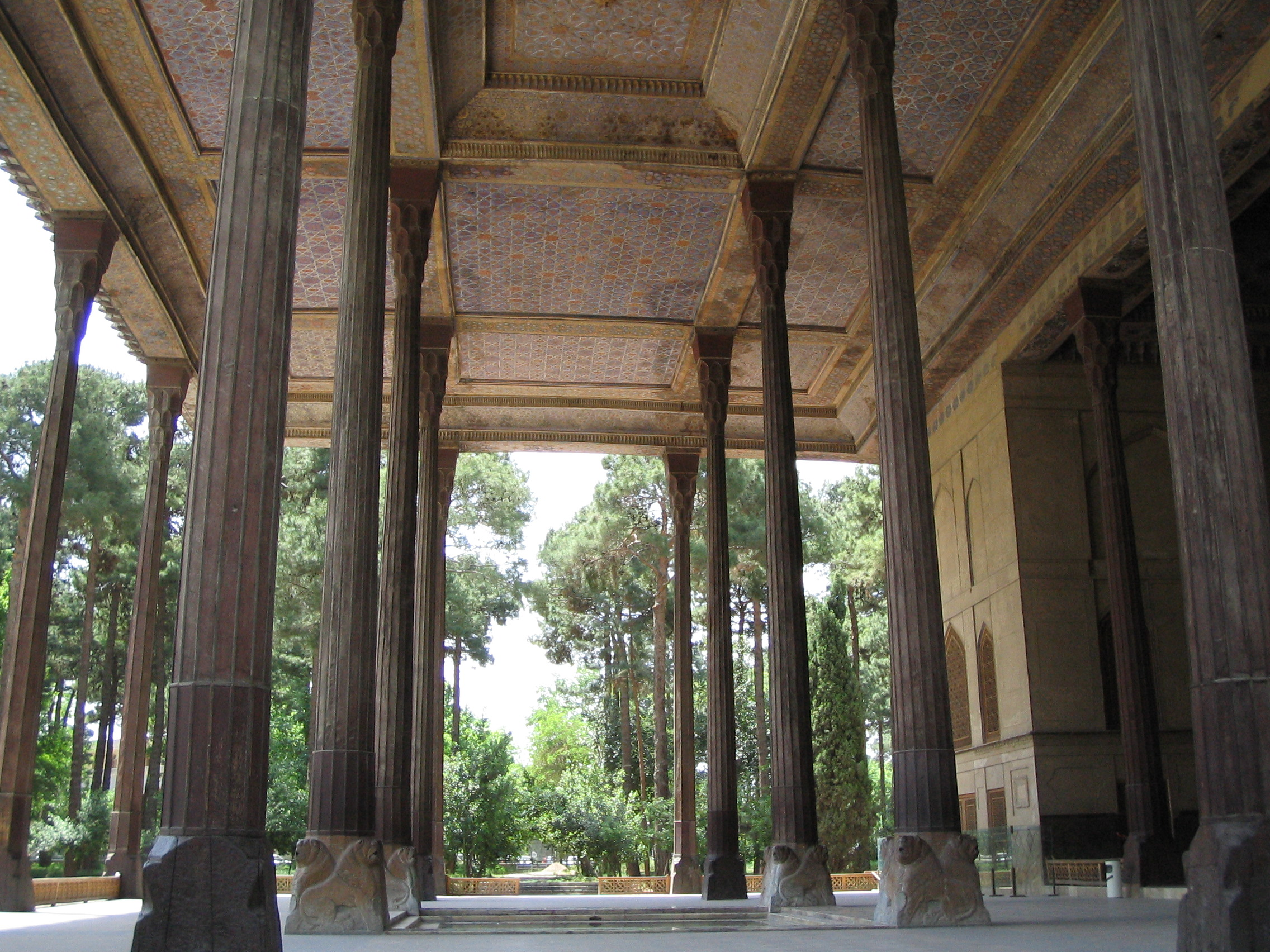
Portikus
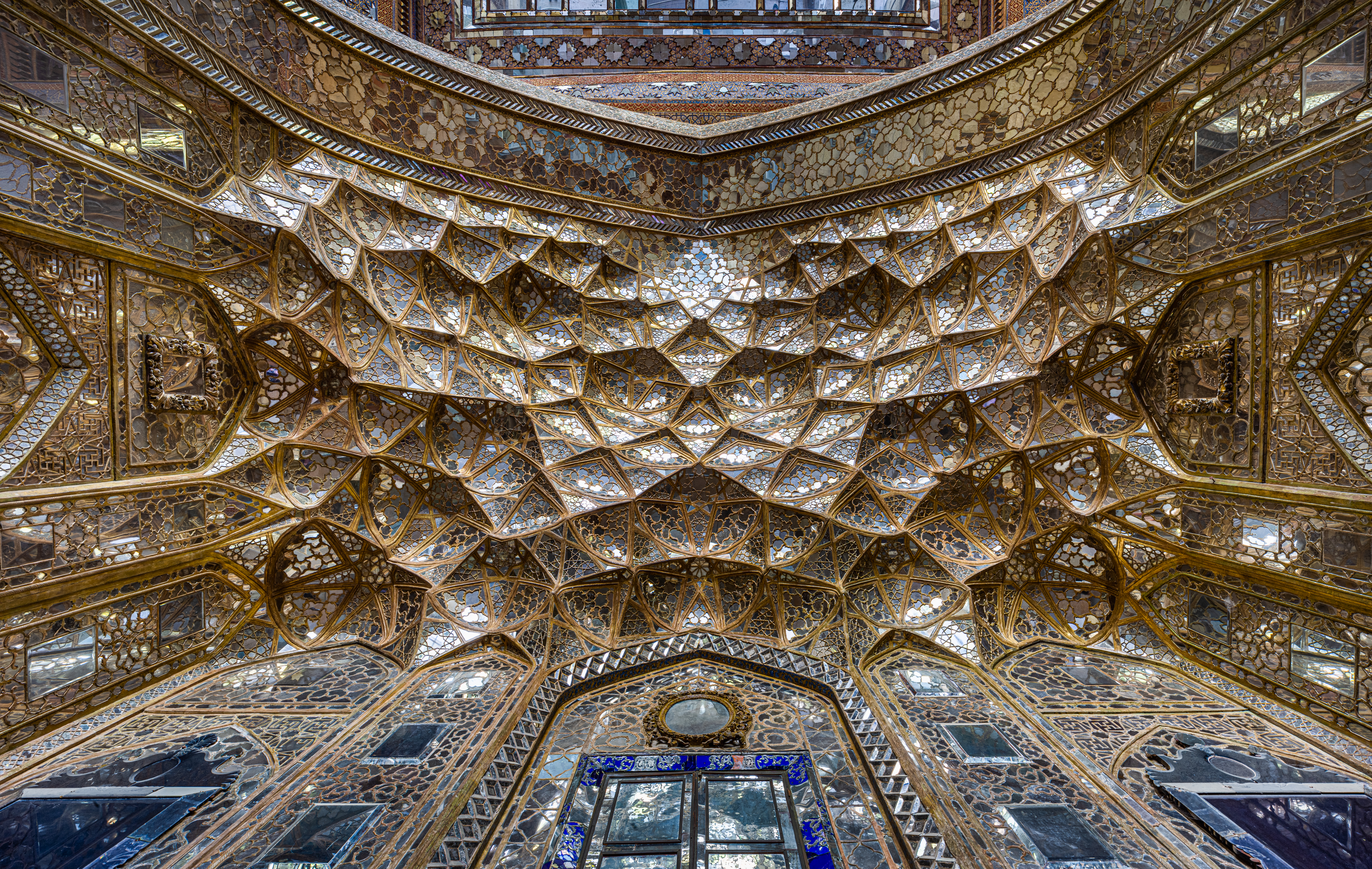
Muqarnas
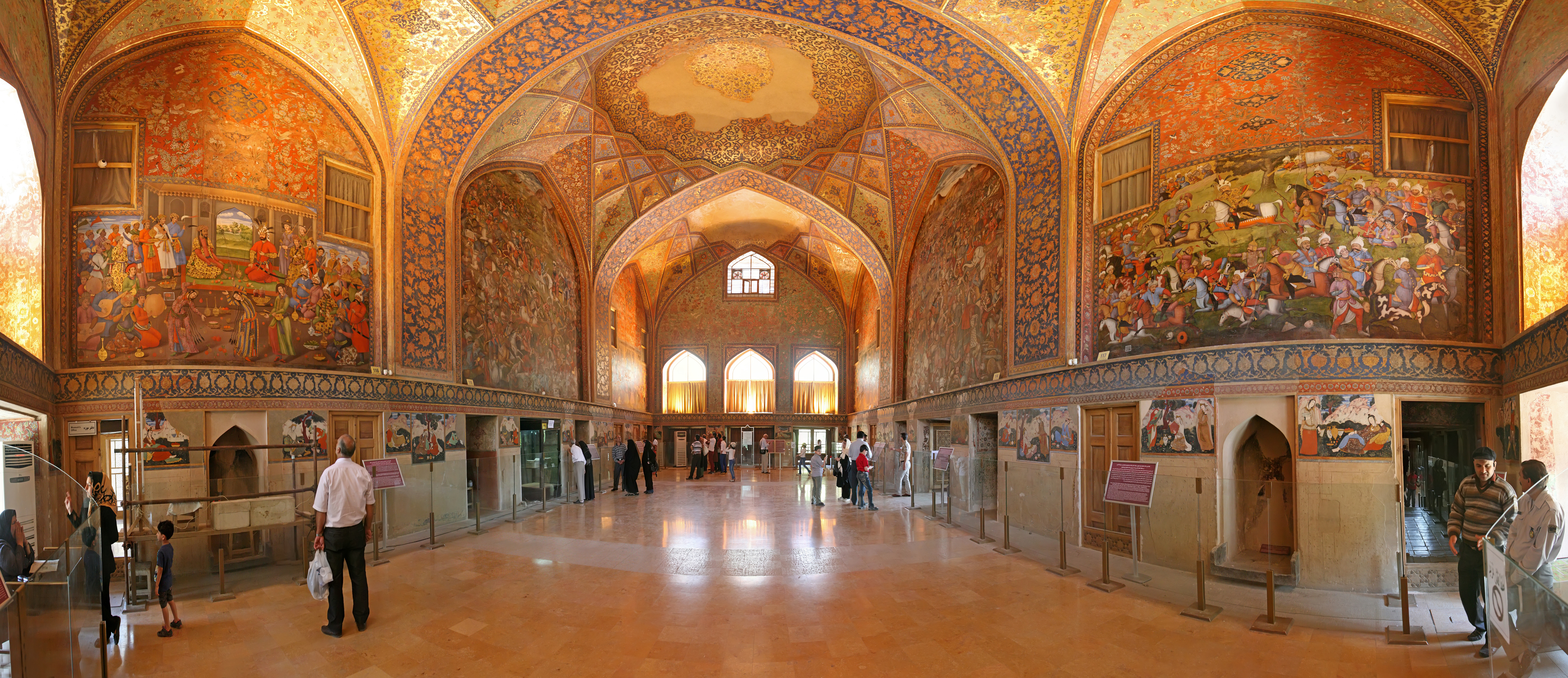
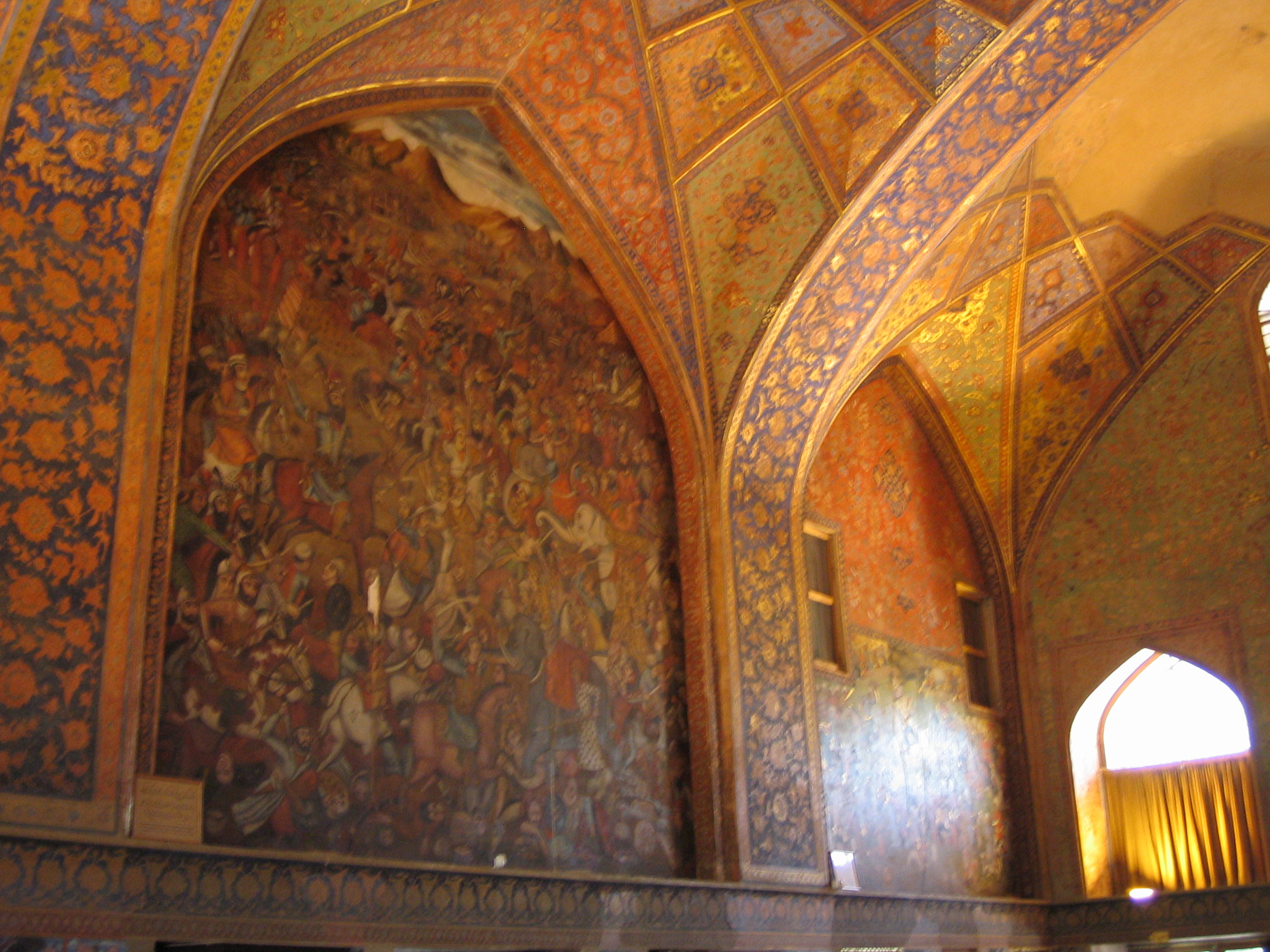
Fresken mit historischen Darstellungen
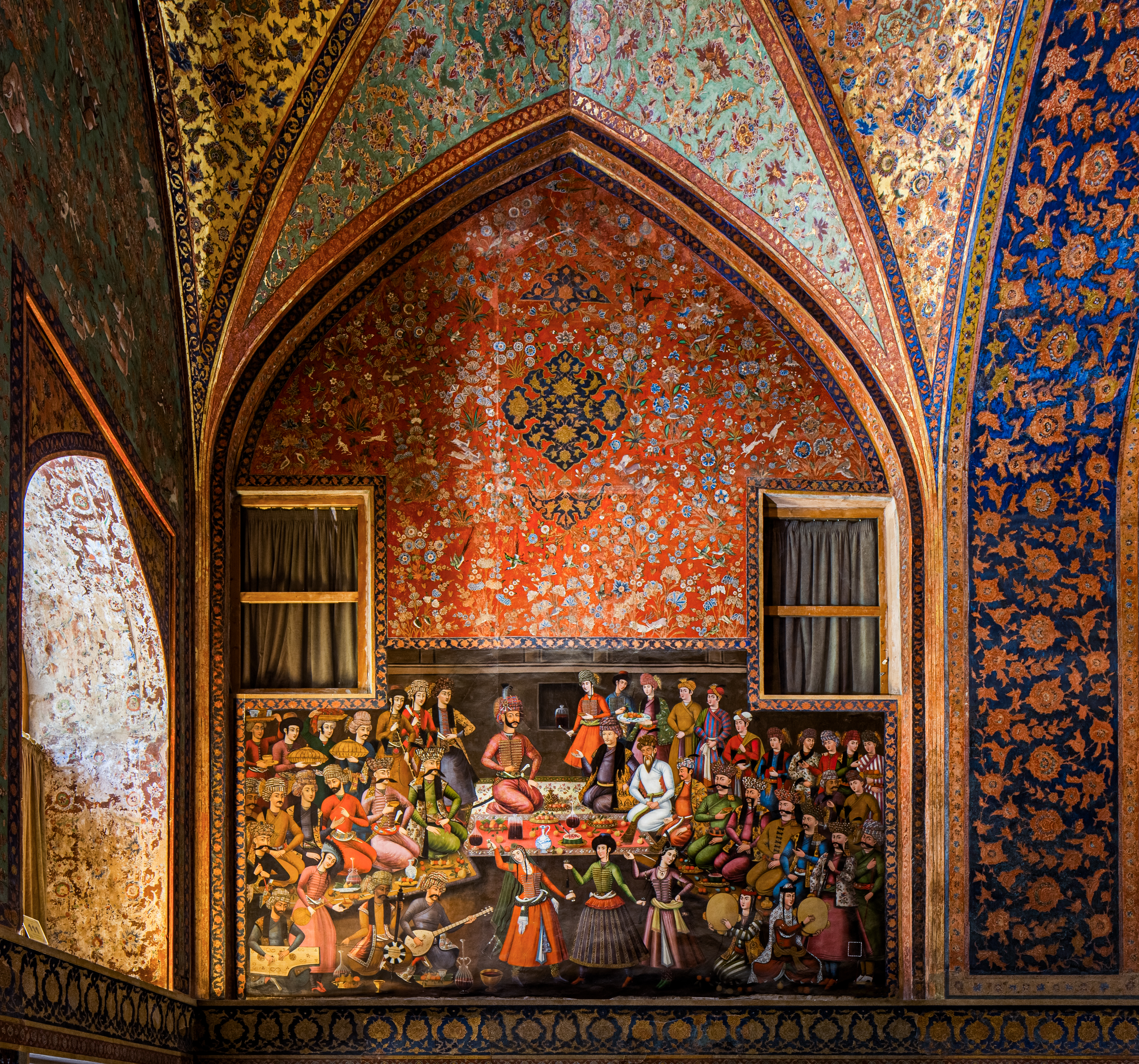
Gemälde (Fest mit Musik und Tanz)
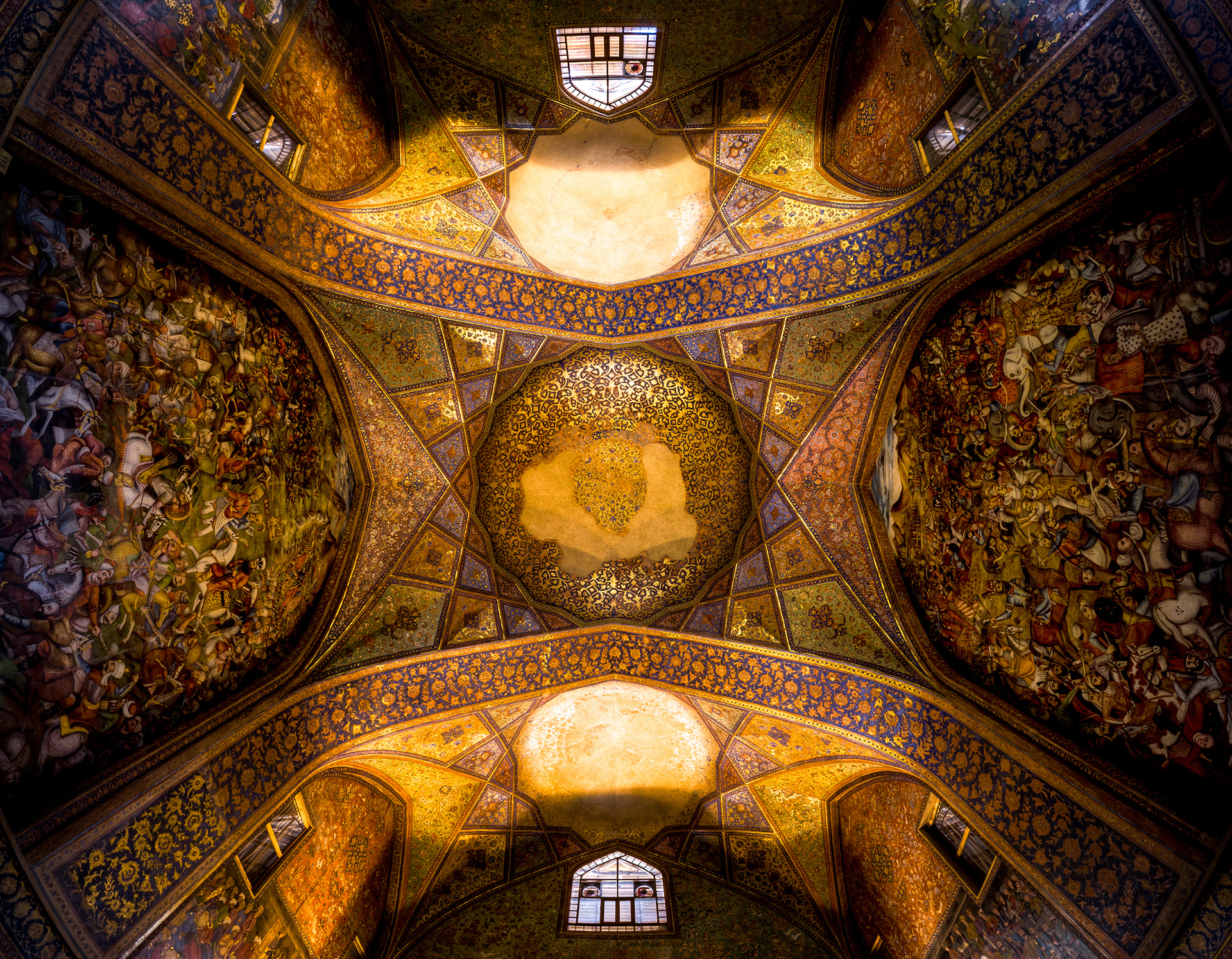
Die Decke
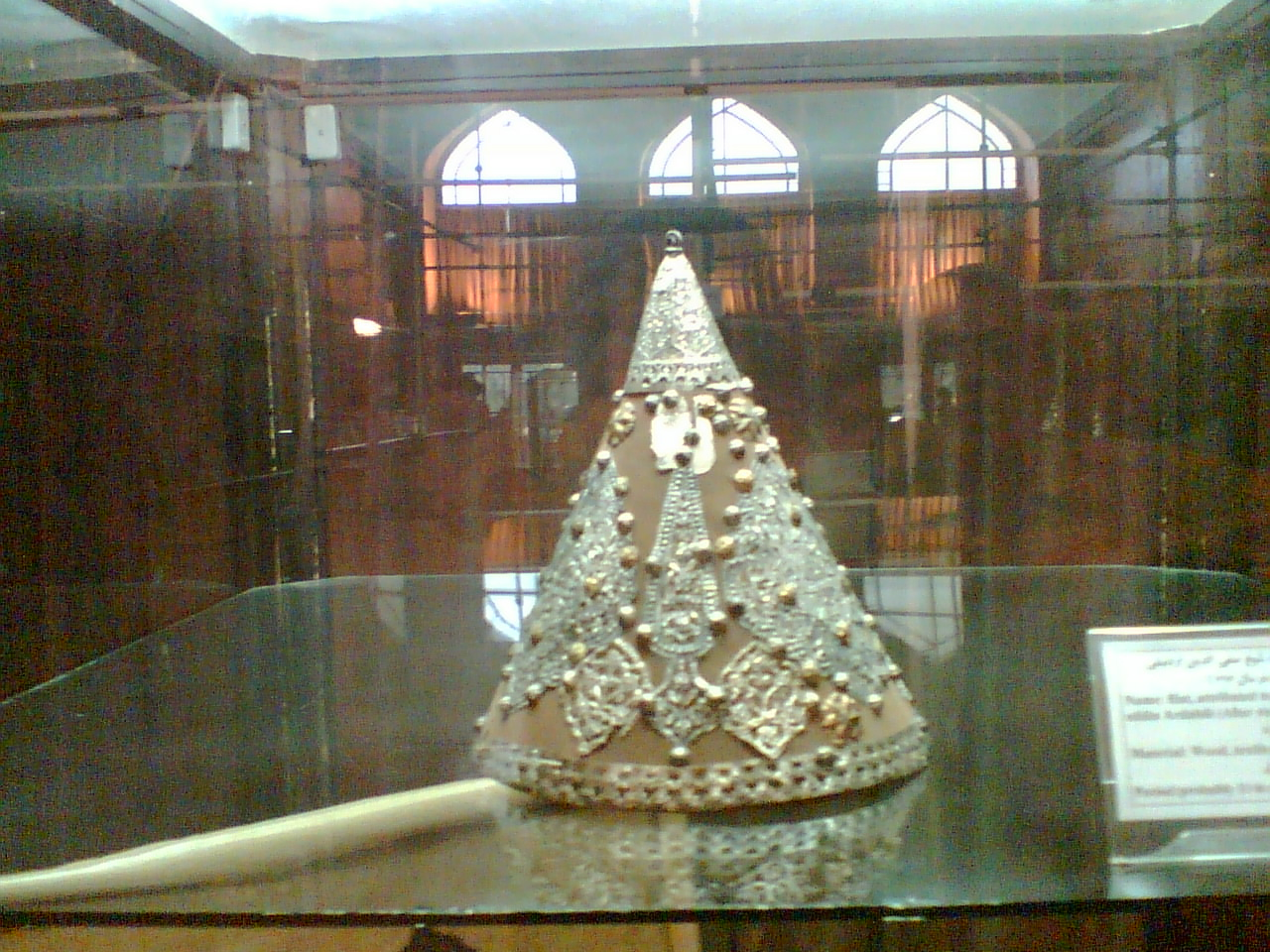
Kappe von Safi ad-Din Ardabili